# Un mauvais rêve
Un mauvais rêve est un roman posthume et inachevé de Georges Bernanos, publié pour la première fois en 1950 par la maison d'édition Plon.